# Stenospermation olgae
Stenospermation olgae är en kallaväxtart som beskrevs av Thomas Bernard Croat. Stenospermation olgae ingår i släktet Stenospermation och familjen kallaväxter. Inga underarter finns listade.